# ألفاه ماير
ألفاه ماير (بالإنجليزية: Alvah Meyer)‏ هو منافس ألعاب قوى أمريكي، ولد في 18 يوليو 1888 في نيويورك في الولايات المتحدة، وتوفي في 19 ديسمبر 1939 في توسان في الولايات المتحدة.

## وصلات خارجية
- ألفاه ماير على موقع أوليمبيديا (الإنجليزية)